# Усть-Калманка
Усть-Калма́нка — село в Алтайском крае. Административный центр Усть-Калманского района и Усть-Калманского сельсовета.

## География
Расположено к югу от Барнаула на реке Чарыш. До ближайшей железнодорожной станции в Алейске 65 км. Расстояние до Барнаула 190 км по автомагистрали.

## История
Основано в 1732 году русскими старообрядцами из центральной России. Административно входило в состав Бийского уезда Томской губернии (затем Алтайской губернии).

## Население
| 1939  | 1959  | 1970  | 1979  | 1989  | 1997  | 1998  | 1999  | 2000  |
| ----- | ----- | ----- | ----- | ----- | ----- | ----- | ----- | ----- |
| 6313  | ↘5830 | ↗6524 | ↗6653 | ↗6927 | ↘6880 | ↗6926 | ↘6923 | ↘6804 |
| 2001  | 2002  | 2003  | 2004  | 2005  | 2006  | 2007  | 2008  | 2009  |
| ↘6764 | ↘6659 | ↘6647 | ↘6631 | ↘6580 | ↘6502 | ↘6408 | ↘6341 | ↗6455 |
| 2010  | 2011  | 2012  | 2013  | 2021  |       |       |       |       |
| ↘6371 | ↘6343 | ↘6272 | ↘6200 | ↘5223 |       |       |       |       |

## Инфраструктура
В районном центре существует развитая сеть торговых, коммунальных и административных услуг. Работают предприятия разных форм собственности и отраслей: ЗАО «Совхоз Усть-Калманский», ОАО «Усть-Калманский маслосырзавод», ООО «Усть-Калманский элеватор», ООО «Агрохимтранс», ООО «Магазины Усть-Калманского МСЗ», СПК «Надежда», ФЛ «Усть-Калманское сельпо» и другие. Есть производственные кооперативы, крестьянские, фермерские хозяйства, индивидуальные предприниматели.
Образование и медицина
МБУК «Районный музей», КГБПОУ «Усть-Калманский лицей профессионального образования», МКОУ «Усть-Калманская ООШ», МБОУ «Усть-Калманская СОШ», МБУ «Детский досуговый центр», МБУДО Усть-Калманская ДЮСШ, МБДОУ «Усть-Калманская школа искусств».
Медицинские услуги предоставляет КГБУЗ «Усть-Калманская ЦРБ».
Во времена СССР и в начале 1990-х действовал речной порт на реке Чарыш. Осуществлялись грузовые и пассажирские перевозки. До Барнаула без пересадок ходили скоростные пассажирские суда («Заря»). Движение судов было организовано вниз по течению.

## СМИ
Печатные издания
В селе выходит газета «Ленинец».
Радиовещание
- 101,2 Радио России / ГТРК Алтай
- 102,3 Милицейская Волна / Катунь FM

Телевидение
В цифровом формате принимаются следующие ТВ каналы: Карусель, НТВ, Первый канал, Россия 1, Матч ТВ, Россия 24, Пятый канал (Россия), Россия К, ОТР, ТВЦ, РЕН ТВ, СПАС, СТС, Домашний, ТВ3, Пятница!, Звезда, Мир, ТНТ, Муз-ТВ

## Усть-Калманская телемачта

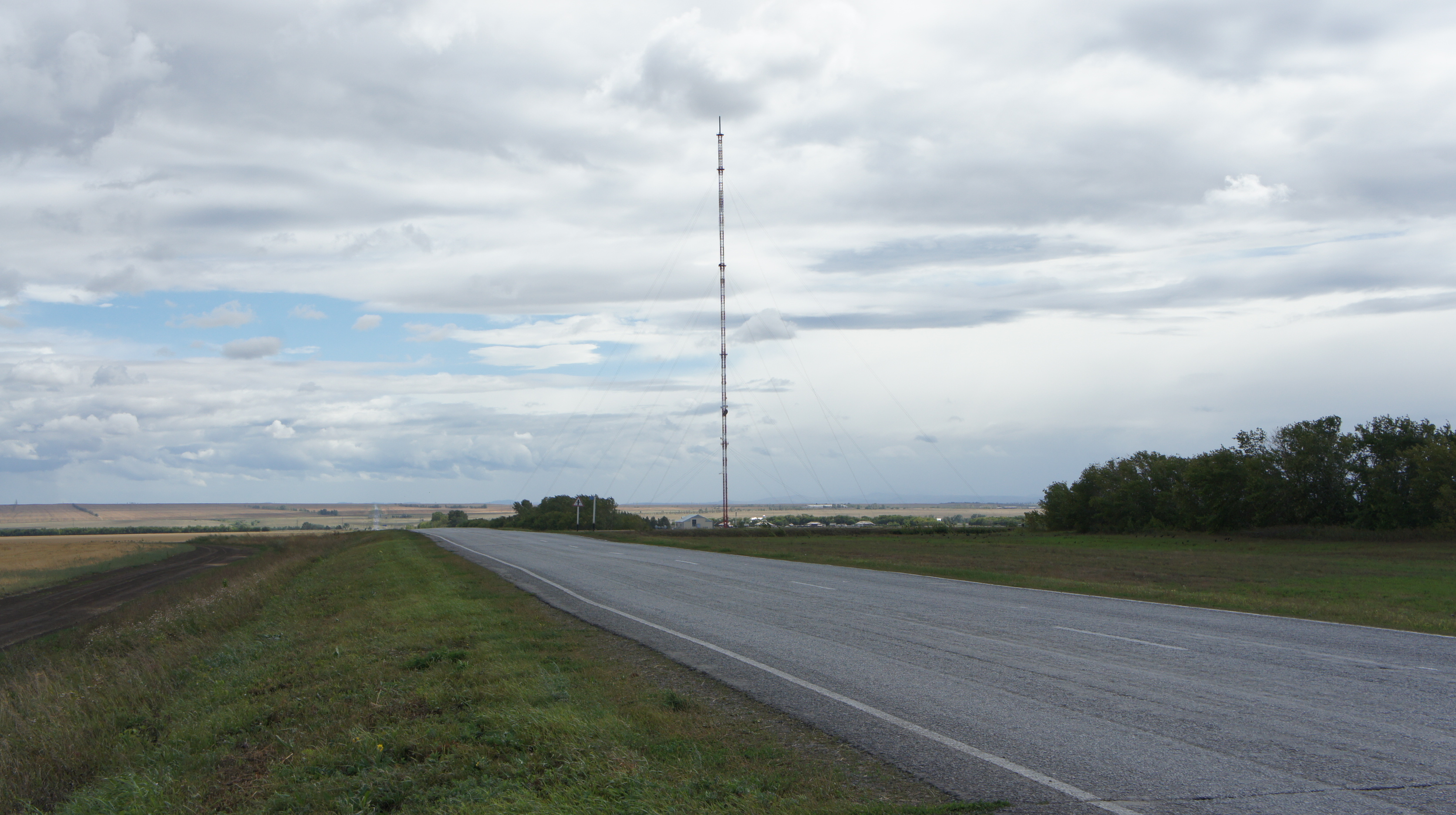
Чарышская телемачта

Сооруженная в 1979 году на левом берегу Чарыша Усть-Калманская телемачта является, по состоянию на 2006-й год, самым высоким (350 метров) сооружением в Сибири и входит в список самых высоких сооружений бывшего СССР.